# La soledad del corredor de fondo
La soledad del corredor de fondo (The loneliness of the long distance runner) es un libro de relatos escrito por el autor inglés Alan Sillitoe, publicado en 1959, así como el título de la primera de las historias que aparecen en él. Considerada la obra cumbre del autor, está ambientada en el Nottingham obrero de los años cincuenta. Los temas principales son la guerra de clases, la honradez, la huida y el deseo de aislamiento o individualismo a ultranza.
Después de muchos años descatalogado en España, la editorial Impedimenta volvió a publicarlo en 2013. 
| La soledad del corredor de fondo de Alan Sillitoe | La soledad del corredor de fondo de Alan Sillitoe |
| ------------------------------------------------- | ------------------------------------------------- |
| Fecha de publicación                              | 1959                                              |
| Género                                            | Relatos                                           |
| País                                              | Reino Unido                                       |
| Idioma                                            | Inglés                                            |
| Editorial                                         | W. H. Allen Ltd                                   |
| Editorial en España                               | Impedimenta                                       |
| Páginas                                           | 256                                               |
| ISBN                                              | 978-84-15578-36-9                                 |

## Relatos

### La soledad del corredor de fondo
El relato se enfoca en Smith, un adolescente pobre de Nottingham de un hogar deprimido en un área de clase trabajadora, que tiene perspectivas sombrías en la vida y pocos intereses más allá de los delitos menores. Un día es detenido por robar una panadería, Smith es condenado a permanecer en Ruxton Towers en Essex, un borstal (reformatorio inglés) para jóvenes delincuentes. Capturado allí y detenido en circunstancias sombrías y muy restrictivas, busca consuelo en carreras de larga distancia, atrayendo la atención de las autoridades de la escuela por su destreza física. A Smith se le ofrece una carga de trabajo más liviana durante sus últimos seis meses en Ruxton Towers si gana en una importante competición a campo a través contra una prestigiosa escuela pública. Para Ruxton Towers ganar esta carrera sería un gran impulso para las relaciones públicas con los administradores de Borstal.
Sin embargo, cuando llega el día de la carrera, Smith tira la victoria por la borda: después de acelerar por delante de los otros corredores, se detiene deliberadamente a unos pocos metros de la línea de llegada. Aunque se encontraba muy adelantado y podía haber ganado fácilmente, deja que los otros corredores lo pasen y crucen la línea de meta, perdiendo así la carrera en un gesto desafiante dirigido contra los administradores de Ruxton Towers. Al perder deliberadamente la carrera, Smith demuestra su espíritu libre y su independencia. La respuesta de las autoridades de Borstal a la acción de Smith es dura: Smith se resigna a la monotonía del trabajo manual al que es devuelto. Sin embargo, si piensa en lo que hizo, no se arrepiente. «Colin gana perdiendo».

#### Análisis literario
- El "corredor" como metáfora. Las carreras de fondo le dan al personaje la capacidad de escapar libremente de la sociedad sin las presiones de un equipo, algo que se puede encontrar en otras historias de atletas.[3] Además, Sillitoe brindó una perspectiva política que cambió la visión de un corredor literario. El personaje de Sillitoe, Smith, utiliza el acto de correr como una forma de reflexionar mentalmente, lo que le permite a Smith aclarar sus ideas políticas y compartirlas con el lector.[4] A través de la carrera, Smith comienza a comprender y a tomar conciencia de las divisiones de clase en Gran Bretaña.[4][5] Durante el período de tiempo en que Sillitoe escribió La soledad del corredor de fondo, la idea del corredor estaba cambiando dramáticamente. Helen Small afirma: «[...] el peso de la atención literaria parece estar enfocado en una 'era pre-profesional', ya sea escrita en ese momento o mirando hacia atrás para inspirarse».[4]
- Los 'Angry Young Men' y Sillitoe. El autor Alan Sillitoe es considerado como miembro del movimiento de 'angry young men' por críticos y colegas (aunque a Sillitoe no le gustaba esta etiqueta). Este término se asoció con escritores que crearon personajes principales que eran "beligerantes y dogmáticos", como Smith. La soledad del corredor de fondo sugiere una revolución para combatir los problemas de clase de la época. Smith dice que «al final, el gobernador estará condenado, mientras que los tipos como yo tomarán los restos de sus huesos asados y bailarán como locos alrededor de las ruinas de su Borstal.»[3] Se supone que Sillitoe nunca fue simplemente un 'angry young man' sino alguien que continuaría siendo un amargado a pesar de la juventud, debido a su profundo odio hacia el sistema de clases británico. Si bien en su momento fue sugerido que Sillitoe creó un personaje para expresar puntos de vista extremos, a medida que fue pasando el tiempo se hizo evidente que los puntos de vista de Sillitoe y Smith no eran muy diferentes.[3][6] Ver también: The movement (literatura).

#### Influencias
La historia fue adaptada para una película en 1962 con el mismo título y ha sido una influencia muy importante en muchos ámbitos. Estos son algunos ejemplos:

###### Música
- El grupo británico de heavy metal Iron Maiden adaptó el relato a la canción del mismo nombre en su álbum Somewhere in time.
- El Oi! británico y la banda de punk The Angelic Upstarts incluyó una canción del mismo nombre en su álbum Reason Why?
- El grupo indie escocés Belle and Sebastian adaptaron el título de la canción "Loneliness of a middle distance runner", una cara B de su single de 2001, Jonathan David.
- La banda estadounidense Ruxton Towers toma su nombre del reformatorio del libro.
- La banda de grindcore Agoraphobic Nosebleed parodió el título con "The Loneliness of the Long Distance Drug Runner" de su álbum Agorapocalypse.
- Chumbawamba, la banda de pop anarquista de Leeds, muestra el audio de la película en gran medida en la canción "Alright Now" del álbum inédito Jesus H. Christ.
- La banda estadounidense post-hardcore Fugazi adaptó el título de la canción "Long Distance Runner" de su álbum Red Medicine.
- La banda de psychobilly The Meteors hacen referencia al título con el nombre de la canción "The Loneliness of the long distance killer" en su álbum These evil things.
- El rapero canadiense Buck 65 hace referencia al título en la canción "Blood of a young wolf" con la letra "Lonely like the tight rope walker, hitchhiker, long distance runner".
- La banda de Charlottesville, Virginia (EE. UU.), September '67, realizó "Loneliness of long distance runner" para Lilith Fair en 1997.
- La banda de hardcore punk This Routine is Hell tituló una canción en su EP de 2012 Repent. Repeat., "The loneliness of the long distance runner".
- El grupo de rap Los Chikos del Maíz hacen referencia a esta obra en un corte del mismo título en su disco Trap Mirror de 2016.

###### Política
El 9 de enero de 2009, el gobernador de Illinois, Rod Blagojevich, acusado de traición, se refirió a la obra así: «Permítanme simplemente decir, me siento como el antiguo relato de Alan Sillitoe La soledad del corredor de fondo ... y eso es lo que es, por cierto, una carrera de larga distancia».

###### Literatura
Steve Wozniak, cofundador de Apple Inc., menciona en su libro iWoz sobre lo mucho que piensa como Smith, el protagonista de este relato, y cómo fue influenciado por la historia de Sillitoe.

### Tío Ernesto
El tapicero Ernest Brown está solo. Sufre de trastorno por estrés postraumático y se siente culpable por haber sobrevivido a las trincheras de la Primera Guerra Mundial. Su esposa lo ha dejado y él ha perdido contacto con su familia. Entonces, una mañana, mientras estaba en un café, dos chicas jóvenes se sientan en su mesa, interrumpiendo su rutina de introspección. Él habla con ellas y les compra pasteles. En las semanas que siguen, él las ve regularmente, les compra comida y regalos; ellas le dan una razón para vivir y se convierten en las hijas que nunca tuvo. Entonces la policía le dice que no vuelva a verlas y él se da a la bebida.
Sillitoe basó el personaje del título en un pariente suyo, el tío Edgar también tapicero, que fue advertido por la policía por reunirse con dos chicas jóvenes de las que se había hecho amigo.

### El Señor Raynor, maestro de escuela
Aunque aparentemente enseñan educación religiosa a los chicos adolescentes, la atención del Señor Raynor se centra con frecuencia en la sucesión de mujeres jóvenes que trabajan en Harrison's, la tienda de artículos de papelería que hay frente a la ventana de su aula. Reflexiona sobre sus méritos relativos mientras trata de mantener la disciplina entre su indisciplinada carga...
Una vez más, Sillitoe basa esta historia en sus propias experiencias: un maestro en su propia escuela que prestaba más atención a las chicas de la tienda de enfrente que a su clase.

### El cuadro de la barca de pesca
En este relato, Sillitoe narra la triste historia del matrimonio de un cartero desde el momento en que se compromete con Kathy, su futura esposa, hasta que esta muere atropellada por una camioneta. El motivo principal del relato es un cuadro que se encontraba colgado en el salón de la casa de la pareja, junto al retrato del día de su boda. Tras un tiempo de relaciones tormentosas, en el que las discusiones eran más que frecuentes, un buen día Kathy se marcha de improviso. Después de una larga temporada sin saber nada de ella, en la que el protagonista acentúa aún más su carácter huraño, recibe la visita de la que aún entonces es su esposa. Tras una amigable conversación, Kathy le pide el cuadro que permanece colgado en el salón para mantener un recuerdo de sus comienzos. La sorpresa llega cuando el cartero, en uno de sus recorridos rutinarios de trabajo, encuentra el cuadro en el escaparate de una tienda de empeños. Apenado, decide comprarlo y volver a colocarlo en casa.

### El Arca de Noé
El argumento de este breve relato nos acerca al recorrido que unos jóvenes realizan por una feria que llega a la ciudad. Arranca en el colegio, cuando el narrador, un niño llamado Colin, es sorprendido por la llegada de la feria itinerante, y concluye con la vuelta a casa del grupo de amigos. Las circunstancias por las que el autor nos hace pasar comienzan con la enorme preocupación de los jóvenes por conseguir dinero –desde pedir limosna hasta robar o estafar a otras personas que se dirigen a la feria—, para después describir algunas de las atracciones que allí se encuentran, especialmente el llamado “Arca de Noé”, con la que el narrador establece unas interesantes disquisiciones acerca de la realidad social y personal que el grupo de jóvenes vive. Después de tener que salir poco menos que a escape de la feria, la narración concluye describiendo el paseo que los jóvenes realizan de vuelta a casa.

### Sábado por la tarde
Constituye, sin duda, uno de los relatos más crudos y directos de entre los que se encuentran en La soledad del corredor de fondo. La mayor parte del relato se centra en la tentativa de suicidio que un hombre realiza, todo ello contemplado a través de los ojos de un niño que es, además, narrador de la historia. La narración transcurre con insólita frialdad y hasta podríamos decir que con un toque de humor negro. La tentativa de la que el niño es –literalmente— espectador, en la que el desdichado pretende ahorcarse, fracasa estrepitosamente porque sujeta la soga al cable de una bombilla que, tal y como había asegurado el propio niño, cede al peso del hombre. La policía detiene de manera inmediata al suicida y ahí acaba lo que podemos mencionar como la narración real y directa de la historia. La conclusión del relato podría dar, de alguna forma, la pista que necesitamos para encontrar la intención de Alan Sillitoe. El niño nos dice con verdadera alegría que, a pesar de los esfuerzos de la policía por impedirlo –o más bien por la ineptitud y descuido de éstos, ya que lo ponen bajo custodia en la sexta planta de un hospital, cerca de una ventana—, el suicida ha cumplido al fin su intención última. La complacencia del niño, tal y como lo entendemos, llega con la satisfacción de que el desdichado ha conseguido al fin hacer lo que él verdaderamente quería y que la sociedad establecida pretendía evitar.

### El partido
En esta historia el autor explora la violencia ejercida sobre las mujeres en una sociedad esencialmente machista. Un fanático del fútbol pega a su mujer al regreso del partido tras una derrota, sin mayor excusa que el de pagar con ella su descontento por el resultado. El texto es tremendamente interesante, amén de adelantado a su tiempo. Representa con acierto una situación de maltrato doméstico, y Sillitoe es capaz de contar la escena en toda su crudeza, presentando a una mujer víctima del hombre en la que reconozco mucho mérito y que presenta un texto de una contemporaneidad absoluta. La situación es llevada al extremo más execrable, quedando el relato como una joya de la denuncia de este fenómeno social y un relato muy a tener en cuenta —tristemente, eso sí—, por su tremenda contemporaneidad.

### La desgracia de Jim Scarfedale
El argumento de “La desgracia de Jim Scarfedale” guarda una línea narrativa muy similar a la de “El cuadro de la barca de pesca”. La variante fundamental se encuentra en la participación de otro personaje nuclear: una madre excesivamente protectora y posesiva que en el fondo desea que el matrimonio de su hijo fracase. El narrador vuelve a ser un niño, que intercala conversaciones literales que ha presenciado agazapado en alguna abertura del tejado de la casa de su vecino. Jim Scarfedale, protagonista de la historia, que aparentemente lleva una vida gris, de la fábrica a casa, y siempre bajo la falda de su madre, sorprende al vecindario y sobre todo, a su propia madre, cuando le anuncia su próxima boda. La segunda sorpresa llega cuando la pareja elegida por Jim es una chica, Phillys, en apariencia extremadamente refinada, culta y con unos modales exquisitos, nada que ver con el modo de vivir simple de Jim. Vence como puede la oposición de su madre a que el matrimonio se celebre y a partir de ahí se nos relata la degradación progresiva de la relación, que culmina con la vuelta a casa de Jim, humillado y abatido. A partir de ahí su vida transcurre tal y como parecía encontrarse antes de conocer a Phillys, con su tiempo dividido entre el trabajo en la fábrica de bicicletas y la opresiva acción de su madre. 
Cuando ese parece ser el final de la historia, la narración da un repentino giro y el lector asiste a la detención de Jim Scarfedale llevada a cabo por la policía. La sorprendente acusación: intento de acoso sexual a menores, un tema que, por cierto, se encuentra tratado de manera muy similar en otro relato de la misma colección, “El Señor Raynor, maestro de escuela”.

### La decadencia y caída de Frankie Buller
La última de las narraciones contenidas en esta colección de relatos, podría constituir, en nuestra opinión, la que muestra un tono más cercano a la autobiografía. La historia comienza en Mallorca, cuando el narrador, convertido ya en un escritor, empieza a construir la triste biografía del que fue el líder de la banda juvenil a la que él mismo pertenecía: Frankie Buller.
Su auténtico ídolo, el antihéroe de la historia, no era más que un muchacho bastante mayor que ellos que, negándose a aceptar las responsabilidades que le eran supuestas con arreglo a su edad, prefiere vivir al margen de todo lo que tiene que ver con la vida en sociedad, y dedicar toda su atención a las escaramuzas que él y su banda llevan a cabo por la posesión de un terreno de bosque que se alza en un espacio aún no edificado de la ciudad. La reputación de Frankie Buller en el barrio no puede ser peor: todos los padres le acusan de ser la persona que arrastra a sus hijos al vagabundeo y a un comportamiento vandálico. El gran momento de ruptura se produce en el relato con el advenimiento de la Segunda Guerra Mundial. Frankie Buller se marcha a combatir y la guerra le convierte ya, de manera irremediable, en un adulto. La narración concluye, tras un salto en el tiempo, cuando Alan, el narrador y exmiembro de la banda de Frankie Buller, se encuentra de manera casual a su antiguo líder. Un sentimiento de tristeza inunda el relato cuando descubrimos a un Frankie Buller adulto que tiene una personalidad insignificante. Reparte leña por la ciudad con un carro para ganarse la vida. Pide consejo a Alan, nuestro narrador, acerca de una película que le gustaría ver en el cine, con lo que el autor nos insinúa que el en otro tiempo gran estratega del bosque probablemente no sabe leer. Emotivas –y significativas— las palabras con las que Alan Sillitoe concluye el relato: «Yo, con mis libros, no he vuelto a verle nunca más. Fue como si hubiera dicho adiós para siempre a una parte de mí mísmo».